# 陳の定理

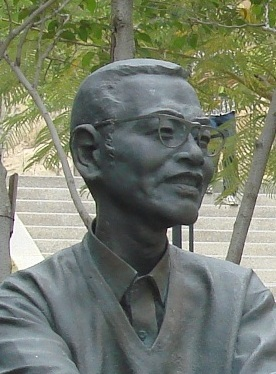
厦門大学内にある陳景潤の像

陳の定理（英: Chen's theorem）とは、十分大きな偶数はある素数 p と高々2つの素数の積である整数 n の和 p + n の形で表せるという定理である。この定理は中華人民共和国の数学者、陳景潤が1966年に証明した。その後、1973年により詳しい証明が与えられた。陳の元々の証明は、P.M.ロスによってより簡略化された。陳の定理はゴールドバッハ予想への巨大な足跡であり、篩法の特筆すべき成果である。 
陳が1973年に発表した論文では、ほぼ同一の証明により二つの定理が導かれている:158。第一の定理は上述したゴールドバッハ予想に関するものである。第二の定理は双子素数に関するもので、p + 2 が高々2つの素数の積である素数 p は無数に存在するという定理である。
Ying Chun Caiは2002年に次の命題を証明をした。 
「十分大きな自然数 n は、n0.95 以下である素数と、高々2つの素数の積である自然数の和として表せる」